# Geschiedenis van Warschau

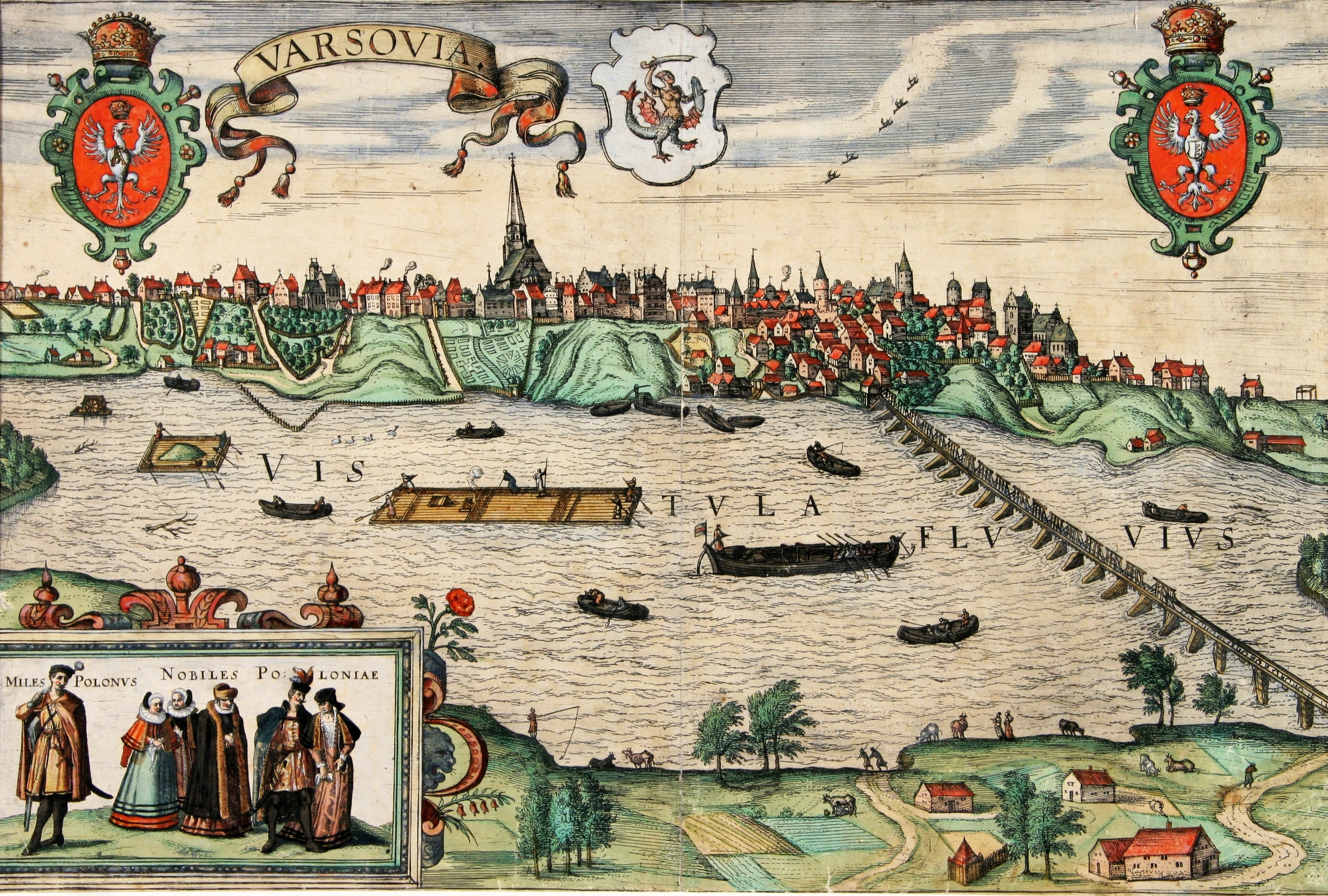
Zicht op Warschau, eind 16e eeuw

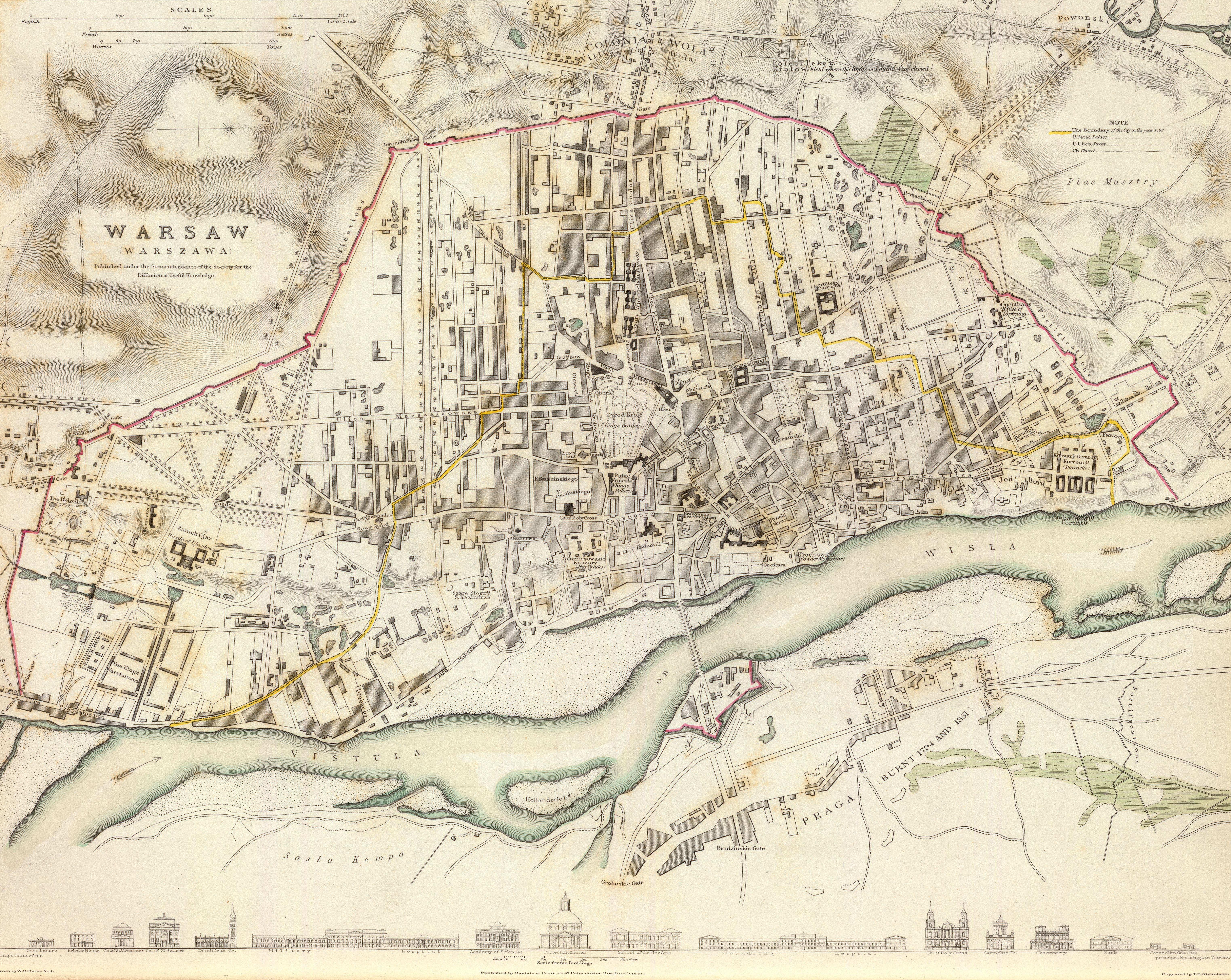
Kaart van Warschau uit 1831

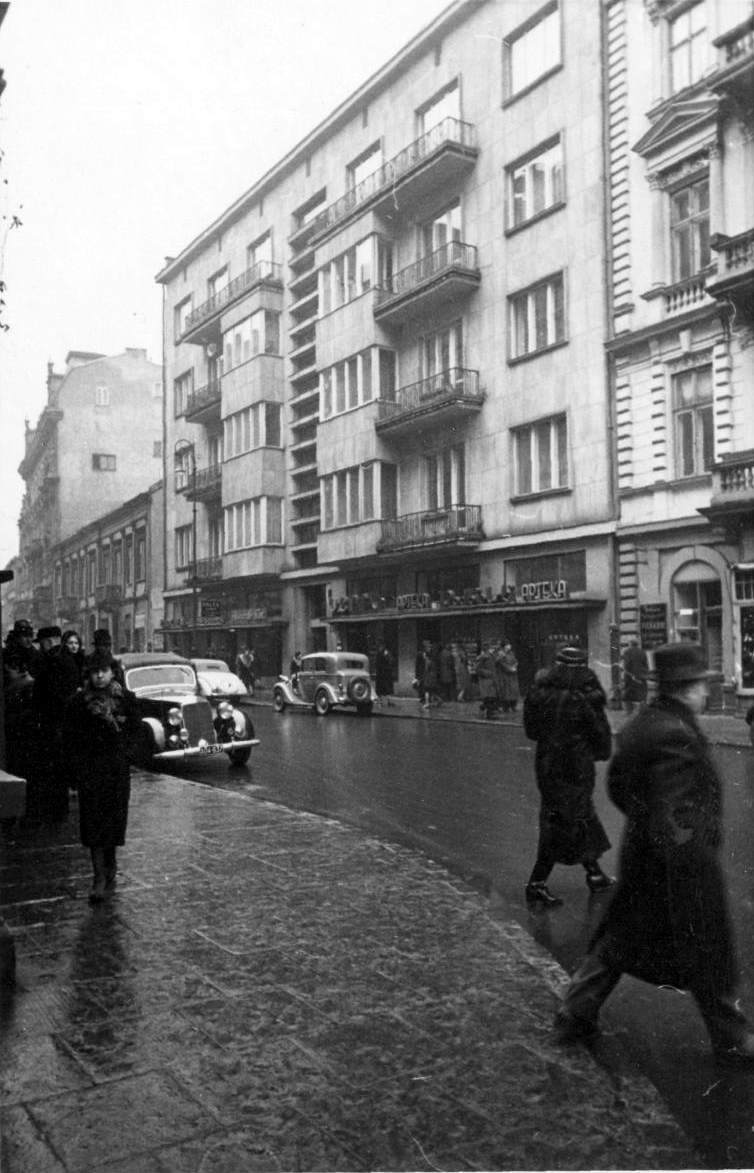
Warschau 1939

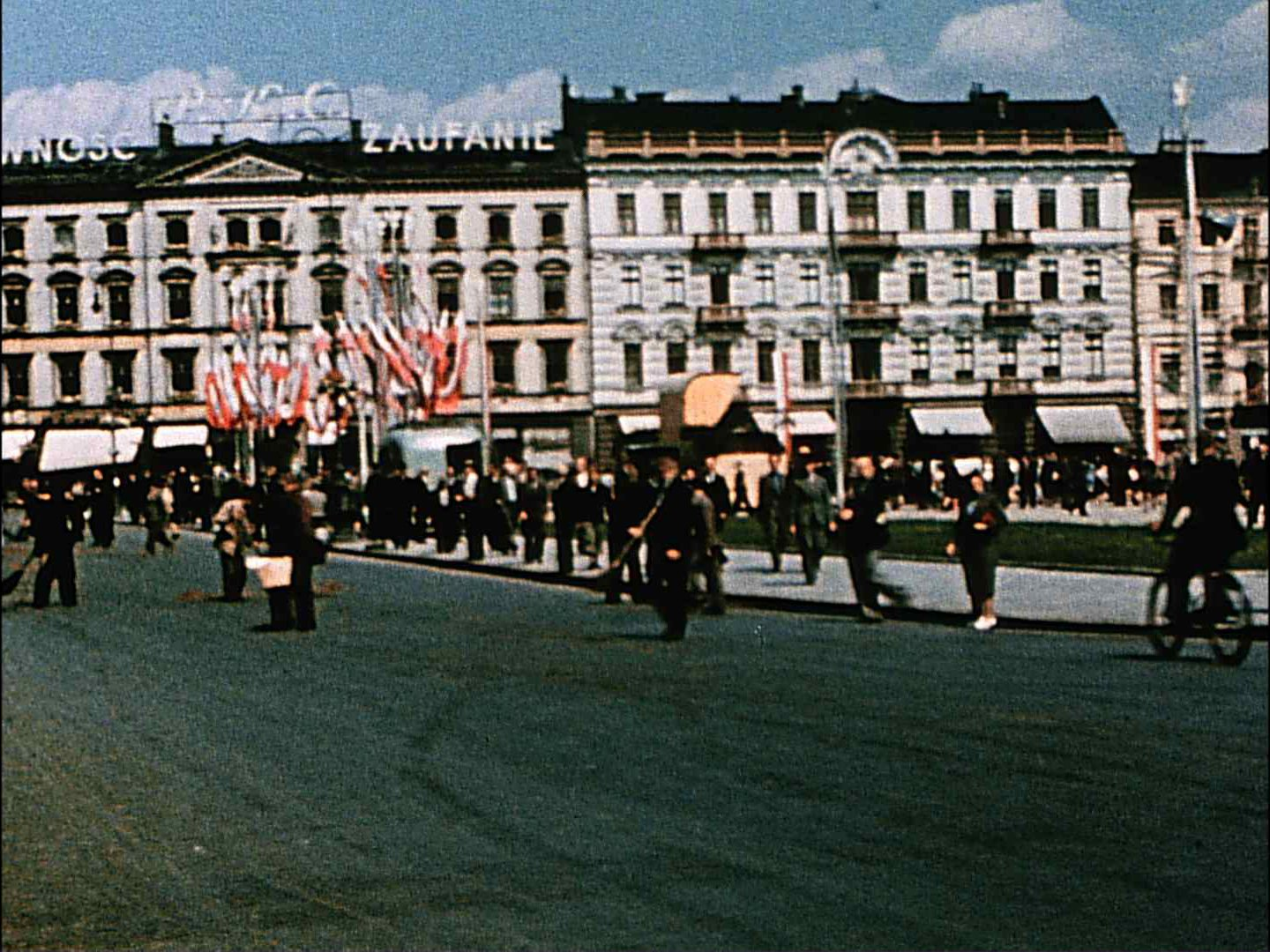
Warschau 1939

De Poolse hoofdstad Warschau (Warszawa) behoort niet tot de oudste steden van Polen. Hoewel er al in de 10e eeuw een fort Stare Brodno aan de Weichsel was gesticht, waaruit zich Oud Warschau ontwikkelde, is de vroege geschiedenis van de stad niet erg duidelijk. In 1241 wordt de stad voor het eerst genoemd. Vanaf 1350 werd de eerste muur gebouwd en in 1380 begon men aan een tweede. Aan het einde van de 14e eeuw werd er een nieuwe stad gesticht (Nieuw Warschau). In 1408 kwam de stad in bezit van Janusz Mazowiecki en vanaf 1413 werd het de hoofdstad van zijn vorstendom.
Dit vorstendom, Mazovië, kwam in 1526 aan de Poolse Kroon en begon door zijn centrale ligging een steeds belangrijker rol te spelen. In 1546 vestigde de weduwe van Sigmund de Oude, koningin Bona er zich en vanaf 1573 werd de stad de plaats waar de sejm bijeenkwam om de nieuwe koning te kiezen. In 1596 werd de hoofdstad van Polen de facto van Krakau naar Warschau verplaatst en verhuisde de koning naar de stad, maar voor de wet bleef Krakau de hoofdstad tot het einde van het koninkrijk in 1795. Voor de stad was dit echter een bijzonder belangrijke ontwikkeling omdat een aanzienlijk deel van de Poolse adel, de slachta er nu een onderkomen zocht. Ook werd de stad om juridische redenen veel belangrijker. In de jaren 1655-1660 was de stad bezet door de Zweden, die veel huisraad, archieven en andere kostbaarheden naar hun vaderland wegsleepten.
Na de Tweede Poolse Deling werd de stad door Pruisen bezet. In de tijd van de Franse Revolutie werd het de hoofdstad van het Hertogdom Warschau, maar in 1815 werd het de hoofdstad van Congres-Polen, een Russische satellietstaat met de Russische tsaar als koning van Polen.
In de Eerste Wereldoorlog werd de stad door Duitse troepen bezet, maar vanaf 1918 werd het opnieuw de hoofdstad van een onafhankelijk Polen en beleefde Warschau onder president-dictator Józef Pilsudski een bescheiden bloeiperiode. In 1939 volgde opnieuw een Duitse agressie en bezetting en werd de grote joodse bevolkingsgroep van zo'n 300.000 mensen de dood ingedreven. Dat ging niet zonder enige moeite, er ontstond in 1943 een opstand in het getto, die bloedig werd neergeslagen. 
In 1944 kwam in het zicht van het communistische Rode Leger van Stalin, dat op de oostelijke oever van de Weichsel lag, de Poolse bevolking in opstand. 
De Sovjettroepen werd bevolen zich erbuiten te houden. Stalin had niet zo veel op met de Poolse nationalisten en democraten. In de strijd die volgde werd de stad, vooral het oude deel goeddeels verwoest en vonden zo'n 200.000 mensen de dood. In de naoorlogse tijd is er echter besloten de stad geheel in oude stijl te herbouwen en de stad staat nu op de Werelderfgoedlijst van de UNESCO. De nauwgezette restauratie van het oudste gedeelte ging de geschiedenis in als het "Wonder van Warschau".
Na de val van het communisme in 1989 onderging Warschau een enorme gedaanteverwisseling. Van een grauwe, mistroostige Oostblok-stad, met nauwelijks uitgaansgelegenheden of winkels, veranderde de stad in de bruisende en dynamische stad die het nu is. In rap tempo werden moderne wolkenkrabbers, cafés, restaurants, supermarkten en winkelcentra geopend. Het enigszins vervallen oude centrum werd opgeknapt, Warschau veranderde (samen met Berlijn) in de grootste bouwplaats van Midden-Europa.
Amsterdam · Andorra la Vella · Athene · Belgrado · Berlijn · Bern · Boedapest · Boekarest · Bratislava · Brussel · Chisinau · Dublin · Helsinki · Kiev · Kopenhagen · Ljubljana · Londen · Lissabon · Luxemburg · Madrid · Minsk · Monaco · Moskou · Nicosia · Oslo · Parijs · Podgorica · Praag · Pristina · Reykjavik · Riga · Rome · San Marino · Sarajevo · Skopje · Sofia · Stockholm · Tallinn · Tirana · Valletta · Vaticaanstad · Vaduz · Vilnius · Warschau · Wenen · Zagreb